# Neotheronia tricolor
Neotheronia tricolor är en stekelart som beskrevs av Krieger 1905. Neotheronia tricolor ingår i släktet Neotheronia och familjen brokparasitsteklar. Inga underarter finns listade i Catalogue of Life.